# 龍崗里 (新北市)
龍崗里為台灣新北市貢寮區轄下之里，面積8.2992平方公里，貢寮國中即位於本里。